# 제17회 베를린 국제 영화제
제17회 베를린 국제 영화제의 시상식에 관한 내용이다.

## 수상 및 후보

### 황금곰상
- 출발 - 예르지 스콜리모프스키 수상

### 은곰상:심사위원상
- 보크스무지크-페스티발 - 루이스 마커스 수상

### 은곰상:감독상
- 렛츠 워크 업 - 지보인 파블로비치 수상

### 은곰상:여자연기자상
- 위스퍼러스 - 에디스 에반스 수상

### 은곰상:남자연기자상
- 우리 둘 - 미셸 시몽 수상

### 황금곰상:단편영화상
- 화가의 눈을 통하여 - M.F 후세인 수상